# Ivica Grlić
Ivica Grlić (Monaco di Baviera, 6 agosto 1975) è un ex calciatore bosniaco con cittadinanza tedesca, di ruolo centrocampista.